# ازدواج سفید (فرانسوی)
ازدواج سفید فرانسوی در زبان فرانسوی (انگلیسی: white marriage، فرانسوی: Mariage blanc‎) نوعی ازدواج بدون رابطه جنسی است. افراد ممکن است به دلایل مختلفی ازدواج سفید داشته باشند، برای مثال، یک ازدواج مصلحتی ازدواجی فرمالیته و غیرواقعی معمولاً برای کمک یا نجات یکی از طرفین ازدواج از مجازات، تعقیب، شکنجه یا آسیب، یا گاهی برای منافع اقتصادی، اجتماعی یا روادید صورت می‌گیرد. مثالی دیگر یک ازدواج بنفش است، که طرفین یا یکی از آنها متعهد می‌شود که همجنس‌گرایی دیگری یا هر دو را مخفی نگه دارد.

ازدواج سفید می‌تواند به دلیل ازدواج صوری یا ازدواج مصلحتی باشد که هدف زوج از ازدواج، تشکیل خانواده نیست و بطور مثال برای گرفتن روادید است.

## ریشه‌شناسی واژه
اصطلاح فرانسوی "ازدواج سفید" احتمالاً ریشه در سفید ماندن ملحفه در شب اول ازدواج داشته است، یعنی فقدان خون پرده بکارت در روتختی شب-ازدواج یا همان شب زفاف ؛ هرچند واژه فرانسوی بلنک(blanc) به معنی تهی (blank) نیز هست مثلاً فرانسوی: cartouche à blanc‎ به معنی یک فشنگ مشقی، بدون گلوله است.

## موارد
برای مثال ازدواج یک جنتیل (غیر یهودی) با یک یهود برای حفاظت آن شخص در طول دوران‌های ضد سامی‌گرایی (یهودستیزی) افراطی همچون مقدمهٔ جنگ جهانی دوم در نواحی اروپایی که توسط نازیسم تهدید شد: «بارن فدریکو از برزویتی پلّوویتینی (Baron Federico von Berzeviczy-Pallavicini طراح اتریشی مجارستانی) ... در طی دهه ۱۹۳۰ ... با دختر برادر یا خواهر مالکان یهودی شیرینی‌فروشی دِمِل ازدواج سفید کرد، که به او (دختر) اجازه داد تا وارد صومعه تحت نامش شده و از جنگ نجات یابد.»(دمل یک قنادی وینی تجملی ست که هنوز فعال است)

## دیگر دلایل
همچنین یک ازدواج سفید می‌تواند در نتیجه این باشد که یکی از همسران پس از ازدواجشان پی ببرد که آنها یا قادر به رابطه جنسی نیستند یا اینکه مایل به شرکت در رابطه جنسی نیستند، برای مثال، به دلیل بی‌جنس‌گرایی، اختلال نعوظ یا سردمزاجی، بیماری مزمن یا ناتوانی. ازدواج‌های توماس کارلایل، جان راسکین و مکس بیرهام معروف است که به دلیل اختلال نعوظ به اوج و کمال رابطه جنسی نرسیده‌اند. ازدواج‌های کوتاه مدت چایکوفسکی را می‌توان با عنوان ازدواج بنفش توصیف کرد.